# یواس‌اس کرلو (ای‌ام-۶۹)
یواس‌اس کرلو (ای‌ام-۶۹) (به انگلیسی: USS Curlew (AM-69)) یک کشتی بود که طول آن ۱۴۷ فوت ۱۰ اینچ (۴۵٫۰۶ متر) بود. این کشتی در سال ۱۹۳۸ ساخته شد.